# Souterrains gaulois de Trézéan
Les vestiges des souterrains gaulois de Trézéan sont situés à Pédernec, en France.

## Localisation
Les souterrains sont situés sur le territoire de la commune de Pédernec, au lieu-dit Trézéan, dans le département des Côtes-d'Armor, dans la région Bretagne.

## Description
Le terrain contient des vestiges archéologiques de souterrains-refuges, sur 30 mètres de longueur et 20 mètres de profondeur avec petites chambres latérales.
Dans deux de ces chambres, des stèles gauloises tronconiques d'environ 1,50 mètre de haut ont été trouvées, puis sorties et conservées. Sur le côté d'une autre chambre se trouve encore en place une stèle gauloise octogonale, d'une hauteur visible de 1,50 mètre, en position inclinée, son sommet reposant sur la voûte. Cette stèle a été introduite à partir de la surface par un orifice creusé dans le plafond de la chambre.

## Historique
Le site est classé partiellement au titre des monuments historiques par décret du 31 janvier 1958.